# Hjortöström
Hjortöström är ett tidigare litet industrisamhälle väster om Virserum i Småland, vid Gårdvedaån mellan Hjortesjön och Virserumssjön, vilket hade omkring 100 invånare 1932. 
I Hjortöström fanns framför allt Hjortöströms Gjuteri och Mekaniska Verkstad, som grundades 1887 och lades ned i slutet av 1960-talet. Dess fabriksbyggnad revs på 1980-talet, medan Hjortöströms Hjulfabriks byggnad finns kvar.

## Hjortöströms håll- och lastplats
Hjortöström hade en håll- och lastplats på Växjö-Åseda-Hultsfreds Järnväg, vilken öppnades i april 1912 och lades ned 1971.

## Bildgalleri

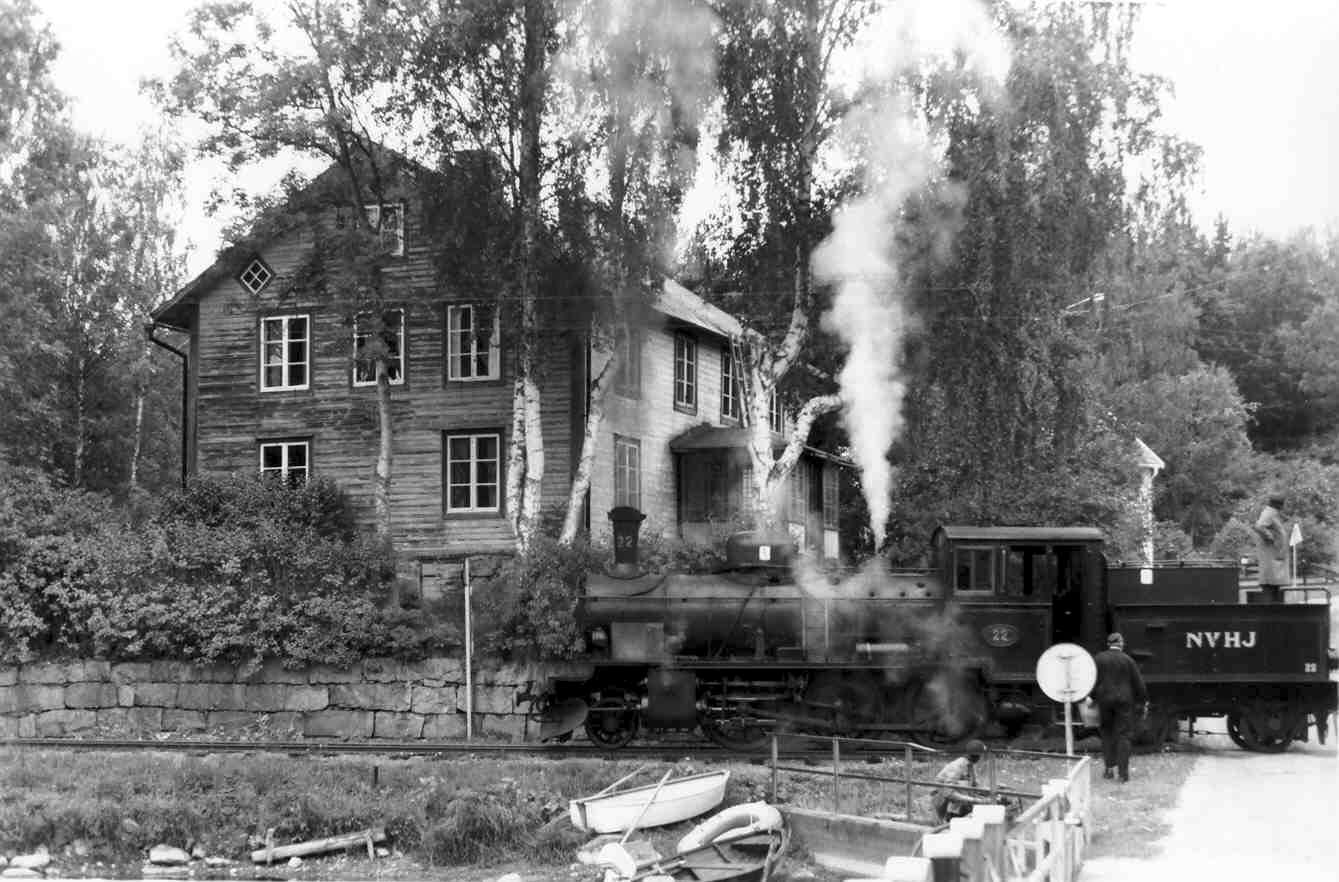
Arbetarbostad till Hjortöströms Hjulfabrik, med veteranlok från tidigare NVHJ, som fyller på vatten. Bild från 1989.
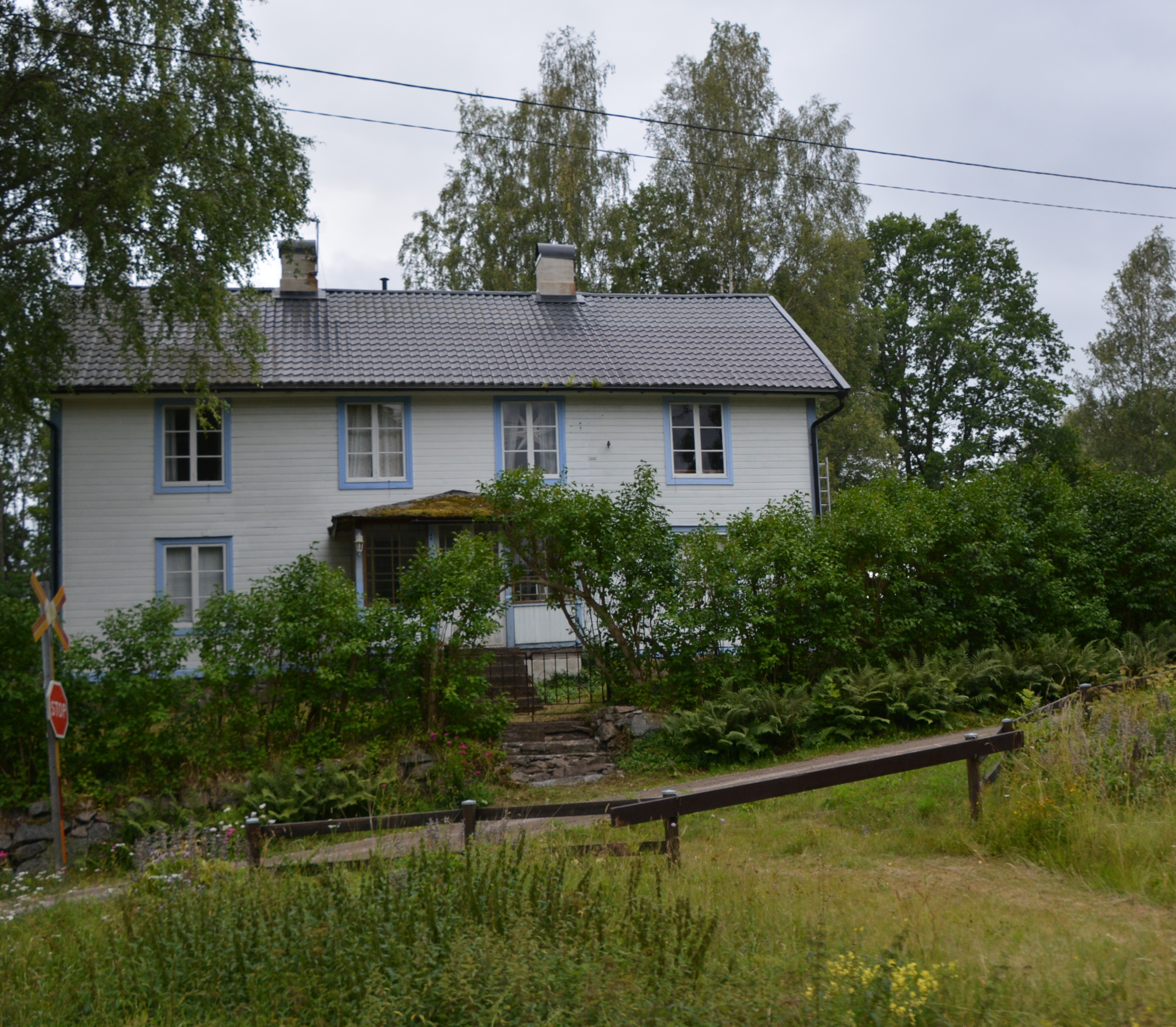
Samma byggnad 2017